# Muhu
Muhu (svensk Moon) er Estlands tredjestørste ø efter Øsel og Hiiumaa. Muhu ligger nordøst for Øsel i Østersøen mellem Øsel og fastlandet. Øen har et areal på 198 km². Sammen med nogen mindre øer er øen Muhu en kommune i Saare amt med 1646 indbyggere (31. december 2021). Øens og kommunens administrationscentrum er Liiva.
Den historiske Catharinakirke i Liiva er fra 1267.
1896 fik Muhu via en dæmning vejforbindelse til Øsel. Der er bilfærge mellem Kuivastu på Muhu og Virtsu på fastlandet. Om vinteren når sundet er tilfrosset, kan man køre over isen til fastlandet.
Øen er berømt for sine vindmøller og for Søslaget i Moon Sund i efteråret 1917 mellem russiske og tyske krigsskibe.
Sammen med Øsel, Hiiumaa og Vormsi og mange mindre øer er Muhu en del af et naturreservat på ca. 11.150 km² under UNESCO.

## Galleri
- Muhu museum
- Kirke

- Landsby
- Kalksten bjerg